# 이네스 가이슬러
이네스 가이슬러(독일어: Ines Geißler, 1963년 2월 16일 ~ )는 동독 출신의 수영 선수이다. 그녀는 1980년 모스크바 올림픽에서 200m 접영의 금메달을 획득하였다.

## 인물 정보
그녀는 1980년 모스크바 올림픽 200m 접영에서 우승했다. 그녀는 1981년 유럽 선수권 대회와 1982년 세계 선수권 대회에서 그 업적을 반복했다.